# Serie A 1969-1970 (pallamano maschile)
La Serie A 1969-1970 è stata la 1ª edizione del torneo di primo livello del campionato italiano di pallamano maschile.

Esso è stato organizzato dalla neonata Federazione Italiana Giuoco Handball.

Per arrivare a questo primo campionato bisogna partire dal 1966, anno in cui viene fondato il Comitato Nazionale Promotore della Pallamano, che appena dodici mesi più tardi assunse la denominazione di Federazione Italiana Handball. La sede di Roma chiese ai provveditorati provinciali di attivarsi per promuovere la nuova disciplina sportiva all'interno degli istituti scolastici.

Nel 1969 si riuscì ad organizzare così il primo campionato italiano; al torneo parteciparono 8 squadre racchiuse in un unico girone disputato in sede unica a Roma al Palazzo dello Sport. Al termine della prima fase le prime due classificate disputarono la finale scudetto.

La finale scudetto fu vinta dal Buscaglione Roma che in questo modo si laureò per la prima volta nella storia campione d'Italia.

## Formula
Venne disputato un girone unico tra le squadre partecipanti in sede unica a Roma con successiva finale scudetto tra le prime due classificate.

## Squadre partecipanti
| Città         | Club                         | Palasport | Sponsor |  |
| ------------- | ---------------------------- | --------- | ------- |  |
| Bologna       | Handball Club Bologna 1969   |           |         |  |
| Bolzano       | Südtiroler Sportverein Bozen |           |         |  |
| Firenze       | CSNEI Firenze                |           |         |  |
| Roma          | Aics Pareto Roma             |           |         |  |
| Roma          | Bruno Sport Roma             |           |         |  |
| Roma          | Centro Sportivo Esercito     |           |         |  |
| Roma          | Pallamano Buscaglione Roma   |           |         |  |
| Rovereto (TN) | Handball Club Rovereto       |           |         |  |

## Classifica
|  | Pos. | Squadra          | Pt | G | V | N | S | GF | GS | D | Note                                        |
|  | ---- | ---------------- | -- | - | - | - | - | -- | -- | - | ------------------------------------------- |
|  | 1.   | Buscaglione Roma | 0  | 0 | 0 | 0 | 0 | 0  | 0  | 0 | Qualificato alla Coppa dei Campioni 1970-71 |
|  | 2.   | Bruno Sport Roma | 0  | 0 | 0 | 0 | 0 | 0  | 0  | 0 |                                             |
|  | 3.   | C.S. Esercito    | 0  | 0 | 0 | 0 | 0 | 0  | 0  | 0 |                                             |
|  | 4.   | Aics Pareto Roma | 0  | 0 | 0 | 0 | 0 | 0  | 0  | 0 |                                             |
|  | 5.   | Csen Firenze     | 0  | 0 | 0 | 0 | 0 | 0  | 0  | 0 |                                             |
|  | 6.   | Bologna 1969     | 0  | 0 | 0 | 0 | 0 | 0  | 0  | 0 |                                             |
|  | 7.   | Bozen            | 0  | 0 | 0 | 0 | 0 | 0  | 0  | 0 |                                             |
|  | 8.   | Rovereto         | 0  | 0 | 0 | 0 | 0 | 0  | 0  | 0 |                                             |

## Finale scudetto
| Squadra 1        | Squadra 2        | Risultato |
| ---------------- | ---------------- | --------- |
| Buscaglione Roma | Bruno Sport Roma | Roma      |
| Buscaglione Roma | Bruno Sport Roma | 19 - 16   |

## Campioni
| Campione d'Italia 1969-1970          |
| ------------------------------------ |
| Pallamano Buscaglione Roma 1º titolo |